# Rossano Dotto Gonçalves
Rossano Dotto Gonçalves (São Gabriel, 20 de novembro de 1962) é um político, empresário e produtor rural gaúcho, filiado ao Partido Liberal (PL).

## Carreira política
Está em seu quarto mandato como prefeito de São Gabriel, tendo sido eleito nos pleitos de 1996, 2000, 2008 e 2016. Iniciou sua carreira política como como vereador, em 1989. Elegeu-se deputado estadual em 2006 e, em 2008, deixou a Assembleia Legislativa para concorrer novamente à prefeitura - atendendo aos apelos do PDT gabrielense à época. Após ser derrotado nas eleições municipais em 2012, retorna ao Executivo ao ser eleito no pleito de 2016, com 18.343 votos, derrotando o então prefeito Roque Montagner, do PT, além de Inocêncio Gonçalves, do PP. Rossano também foi, ainda, diretor Institucional do Detran durante parte do governo de Yeda Crusius, do PSDB.
Deixou o PDT em dezembro de 2018 para filiar-se ao PL.
No dia 16 de Novembro de 2020, Rossano doi reeleito prefeito de São Gabriel com 53,12% dos votos. 
No dia 30 de Março de 2022 Rossano renunciou ao cargo de prefeito para se candidatar a deputado 

## Decisões Judiciais
Rossano foi condenado por desviar recursos federais destinados à saúde e a educação (programas Assistência Farmacêutica Básica, Salário Educação e Caminho da Escola) para pagamento de precatórios e pessoal. Sentenciado por improbidade administrativa, recorreu ao TRF4 que manteve a decisão, embora anulou a suspensão dos direitos políticos.
Em 2014 o Tribunal de Contas do Estado (TCE-RS) emitiu parecer desfavorável à aprovação das contas de 2011. Rossano terá de pagar R$ 678.785,40 aos cofres do município. Segundo o TCE, o valor do débito é relativo a prejuízo ao erário por pagamentos irregulares em diárias sem interesse público, contratação irregular de serviços de recuperação de créditos tributários e terceirização ilegal de mão de obra. Também integram o débito o pagamento de insalubridade sem previsão em laudo, acúmulo remunerado de cargos, acréscimos moratórios por atraso no pagamento de contas de energia elétrica e serviços não comprovados, dentre outras ilegalidades.
Pesam sobre ele processos como o de superfaturamento de obras de calçamento e da CPI dos Computadores (2004), também conhecida como "Caso ITEAI", que gerou uma ação por parte do Ministério Público Federal por superfaturamento na compra de computadores e equipamentos de informática. Neste processo Rossano e outros quatro envolvidos foram condenados a devolver valores próximos a 100 mil reais cada.
Em junho de 2020, o Ministério Público do Rio Grande do Sul ingressou com ação civil pública contra Rossano, por descumprimento do distanciamento controlado do governo do Estado. Rossano não compriu as normas da bandeira vermelha, que são mais rígidas pelo fato da região ser considerada de alto risco para enfrentamento ao coronavírus. O descumprimento do decreto estadual também é objeto do Procedimento Investigatório Criminal, instaurado pela Procuradoria de Prefeitos do MP, com objetivo de apurar a responsabilidade criminal do prefeito de São Gabriel.